# Краснокадкинское сельское поселение
Краснокадкинское сельское поселение — сельское поселение в Нижнекамском районе Татарстана.
Административный центр — село Верхние Челны.
В состав поселения входят 5 населённых пунктов.
Краснокадкинское сельское поселение граничит с Каенлинским, Майскогорским, Нижнеуратьминским, Шингальчинским сельскими поселениями и Заинским районами.

## Границы района
Граница Краснокадкинского сельского поселения по смежеству с Заинским муниципальным районом проходит от узловой точки 29, расположенной в 3,0 км на северо-восток от села Нижние Челны на стыке границ Краснокадкинского, Шингальчинского сельских поселений и Заинского муниципального района, по границе Нижнекамского муниципального района до узловой точки 30, расположенной в 2,2 км на юг от села Верхние Челны на стыке границ Краснокадкинского, Нижнеуратьминского сельских поселений и Заинского муниципального района. 

Граница Краснокадкинского сельского поселения по смежеству с Нижнеуратьминским сельским поселением проходит от узловой точки 30 в северо-западном направлении 70 м по северной границе лесного квартала 66 Болгарского участкового лесничества Государственного бюджетного учреждения Республики Татарстан «Заинское лесничество», 2,1 км по северо-восточной границе лесного квартала 50 данного лесничества, 2,4 км по северо-восточной, северо-западной границам лесного квартала 49 данного лесничества, далее идет на северо-восток 1,8 км по восточной границе лесных кварталов 48, 44 данного лесничества, затем проходит 2,2 км по северо-восточной границе лесного квартала 39 данного лесничества до узловой точки 31, расположенной в 2,1 км на юго-запад от села Большие Аты на стыке границ Краснокадкинского, Майскогорского и Нижнеуратьминского сельских поселений. 

Граница Краснокадкинского сельского поселения по смежеству с Майскогорским сельским поселением проходит от узловой точки 31 на северо-восток 100 м по сельскохозяйственным угодьям, 180 м по пруду, 30 м по сельскохозяйственным угодьям, далее идет на северо-запад 30 м по сельскохозяйственным угодьям, 80 м по загону для скота, 70 м по сельскохозяйственным угодьям до балки, далее идет в общем направлении на северо-восток по западной границе балки 4,0 км до карьера, затем проходит на юго-восток 170 м по карьеру, 80 м по сельскохозяйственным угодьям, далее идет по карьеру 70 м на северо-восток, 580 м на северо-запад, затем проходит по сельскохозяйственным угодьям 300 м на северо-запад, 760 м на северо-восток, пересекая лесную полосу, до автодороги Заинск - Сухарево, далее идет на северо-запад 310 м по данной автодороге, затем проходит по сельскохозяйственным угодьям 2,3 км на северо-восток, 600 м на северо-запад до узловой точки 42, расположенной в 2,1 км на северо-запад от села Красная Кадка на стыке границ Каенлинского, Краснокадкинского и Майскогорского сельских поселений.

Граница Краснокадкинского сельского поселения по смежеству с Каенлинским сельским поселением проходит от узловой точки 28, расположенной в 3,1 км на восток от деревни Уська на стыке границ Каенлинского, Краснокадкинского и Шингальчинского сельских поселений, ломаной линией в юго-западном направлении 1,4 км по сельскохозяйственным угодьям, 500 м по северной границе лесного массива, 660 м по сельскохозяйственным угодьям, 50 м по реке Зай, далее идет по сельскохозяйственным угодьям 1,0 км ломаной линией на юго-запад, пересекая автодорогу «Чистополь - Нижнекамск» - Красная Кадка - Верхние Челны, 770 м на юг, 820 м на юго-запад до узловой точки 42. 

Граница Краснокадкинского сельского поселения по смежеству с Шингальчинским сельским поселением проходит от узловой точки 28 ломаной линией на юго-восток 2,8 км по сельскохозяйственным угодьям, пересекая профилированную автодорогу Ташлык - Нижние Челны, далее идет 2,5 км по южной границе лесных кварталов 60, 61 Кзыл-Юлского участкового лесничества Государственного бюджетного учреждения Республики Татарстан "Нижнекамское лесничество", затем проходит 2,4 км по западной, южной границам лесного квартала 62 данного лесничества до узловой точки 29.

## Население
| 2010  | 2011  | 2012  | 2013  | 2014  | 2015  | 2016  |
| ----- | ----- | ----- | ----- | ----- | ----- | ----- |
| 1763  | ↘1762 | ↘1749 | ↘1745 | ↘1727 | ↘1703 | ↘1652 |
| 2017  | 2018  |       |       |       |       |       |
| ↘1607 | ↘1604 |       |       |       |       |       |

## Административное деление
- с. Красная Кадка
- с. Верхние Челны
- с. Большие Аты
- с. Нижние Челны
- дер. Средние Челны